# Bartolomé Bermejo
Bartolomé Bermejo (1440, Córdoba – 1495, asi Zaragoza) byl španělský malíř ovlivněný vlámským stylem. Bermejo, znamenající nazrzlý, byla pravděpodobně přezdívka a pravé jméno znělo Bartolomé de Cárdenas.

## Život
V 60. letech 15. století žil ve Valencii. 1474 – 1477 pracoval v oblasti Aragonie. V polovině 80. let spolupracoval s malířem Jaimem Huguetem a také s Martínem Bernatem. Objevily se spekulace, že byl židovským konvertitou.

## Dílo

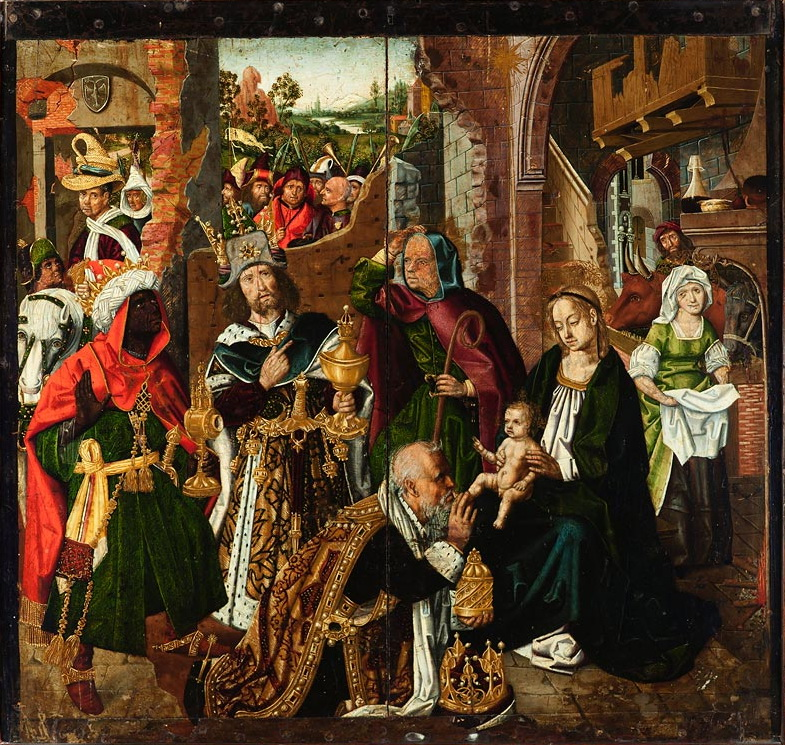
Zjevení Páně, 1480, zobrazení Klanění tří králů, Královská kaple v Granadě

Bermejovo dílo vykazuje znaky přechodu od gotiky k renesanci.
- Svatý Michal, oltářní obraz pro kostel v Tous, olej na dřevě, 179,7 cm x 81,9 cm
- Svatý Dominik ze Silosu, oltářní obraz pro kostel v Daroce, nyní v Pradu
- Svatá Entgrácie
- Pieta, barcelonská katedrála

## Galerie

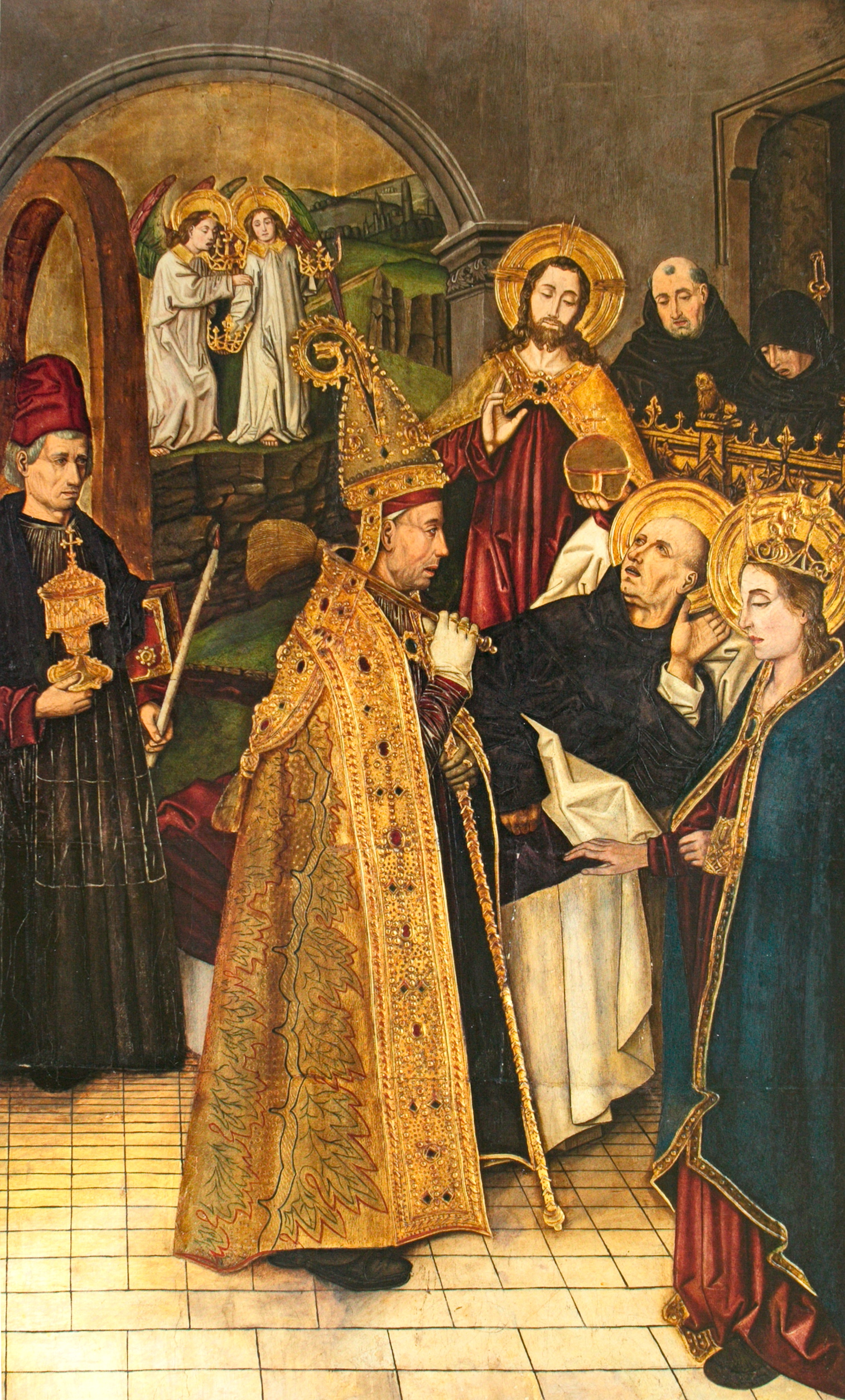
Smrt Dominika ze Silosu od Bartolomé Bermeja a Martína Bernata, z rozřezaného oltářního obrazu Dominika ze Silosu
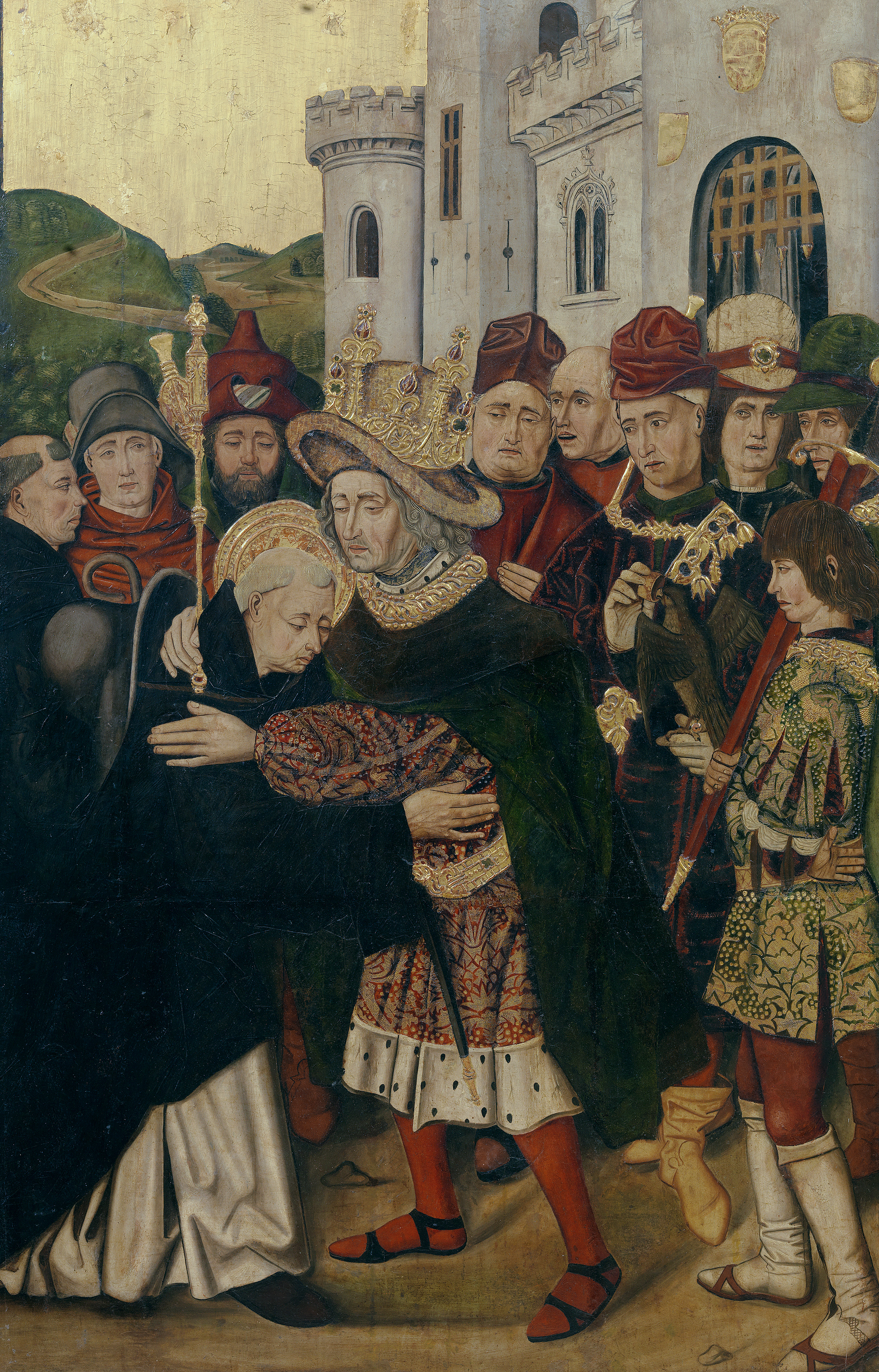
Ferdinand I. Kastilský vítá svatého Dominika ze Silosu od Bartolomé Bermeja a Martína Bernata, z rozřezaného oltářního obrazu Dominika ze Silosu
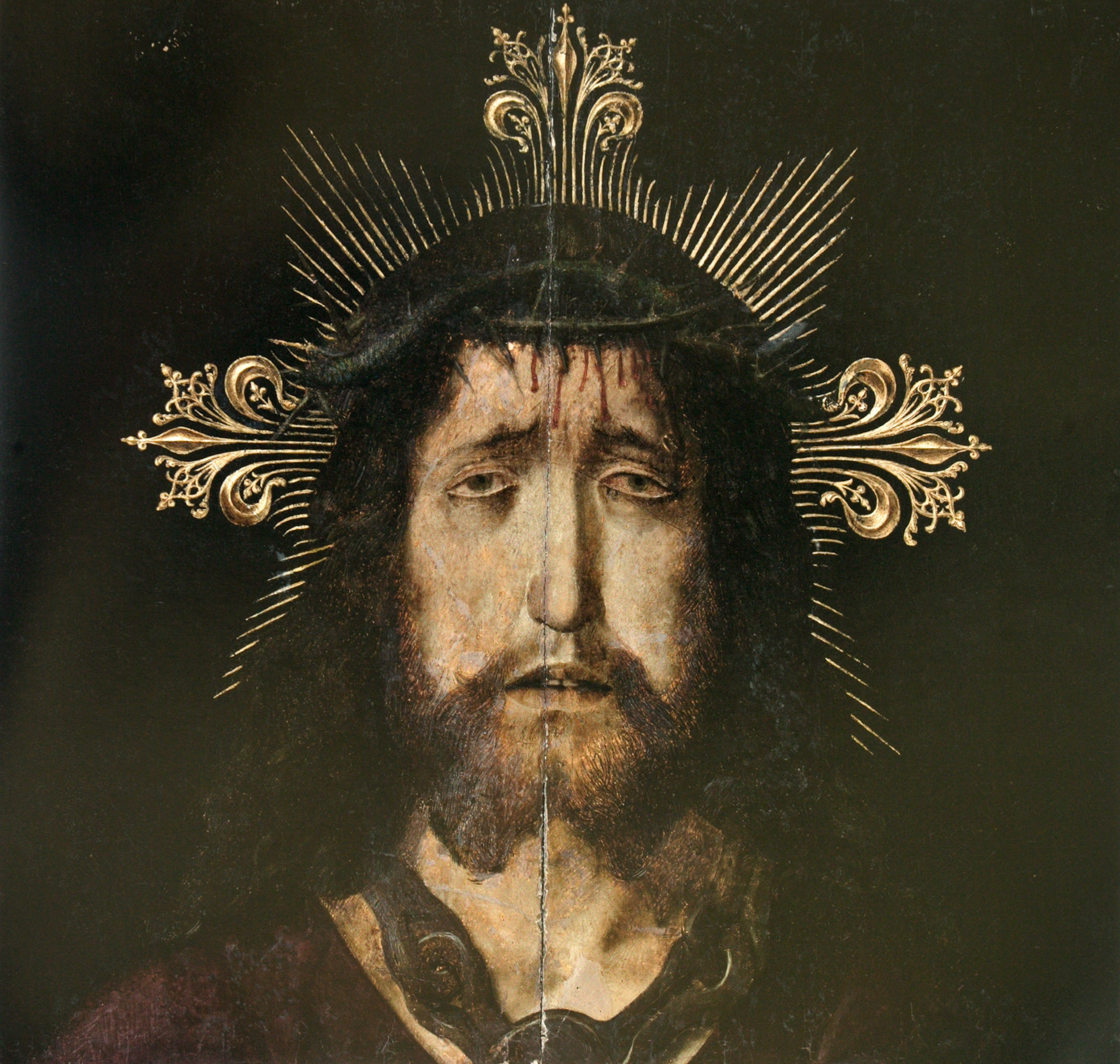
Obraz Svaté tváře Ježíše, Královská kaple v Granadě
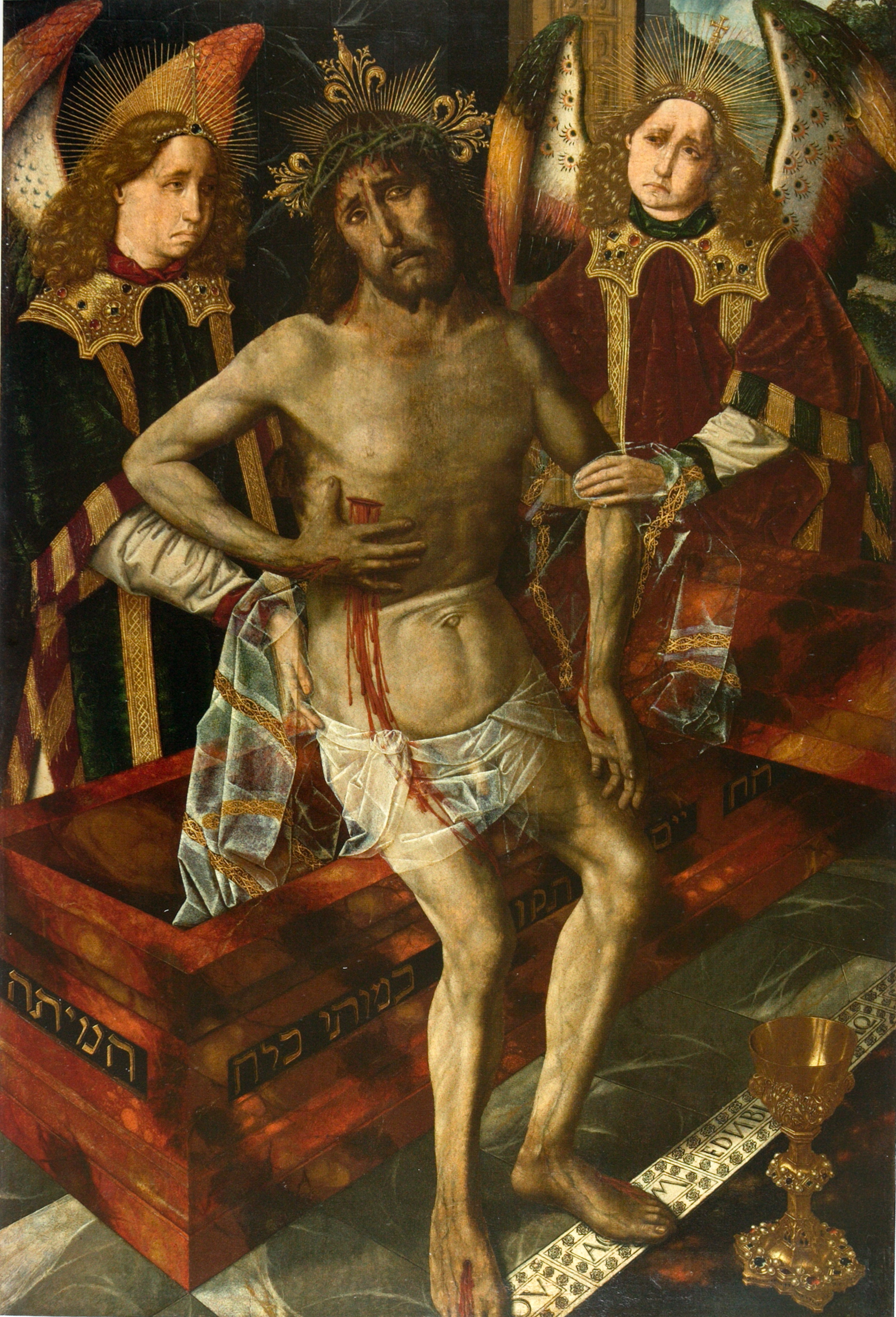
Kristus u hrobu podporovaný dvěma anděly, (1468–1474), hrad Peralada
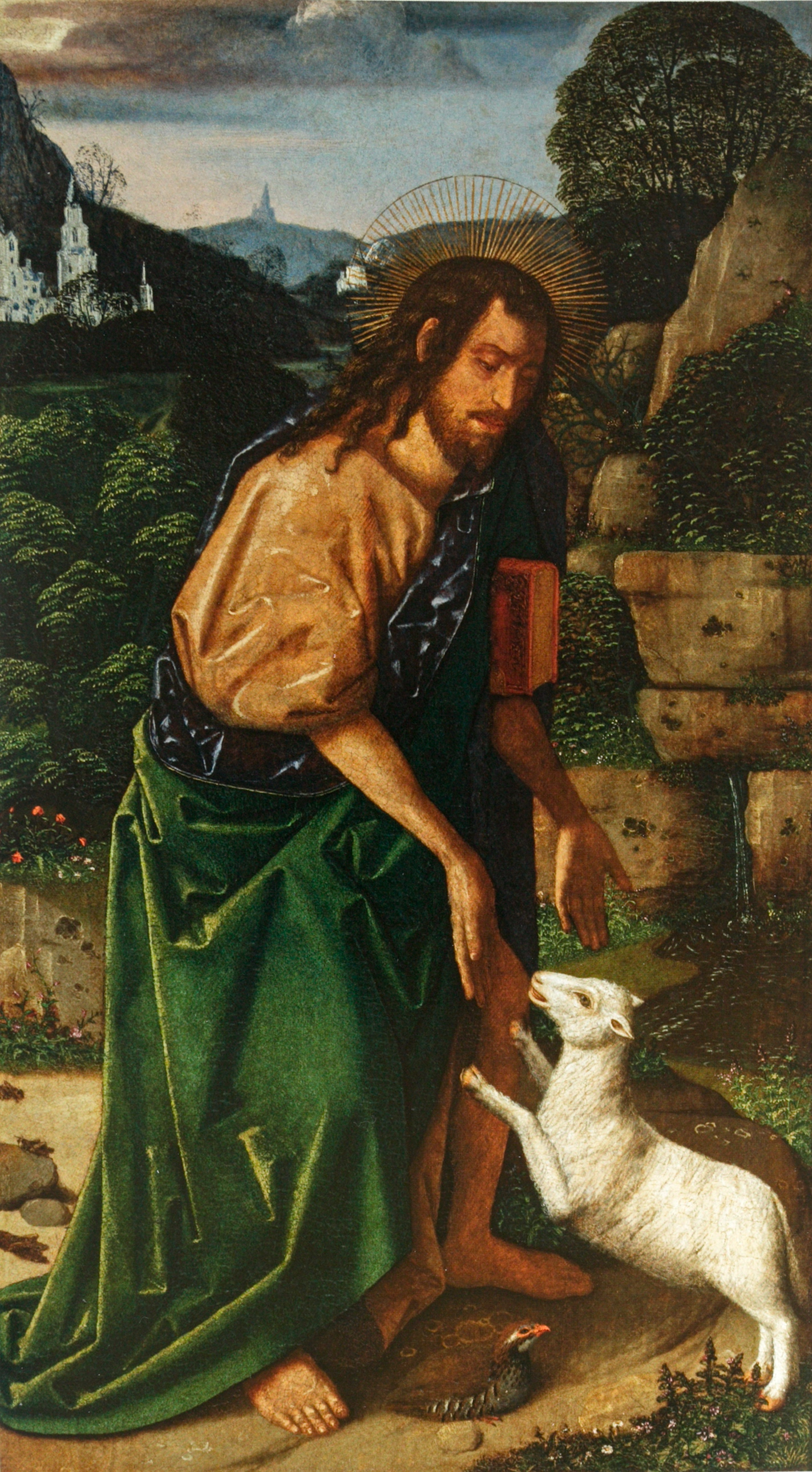
Svatý Jan Křtitel v poušti, 1470
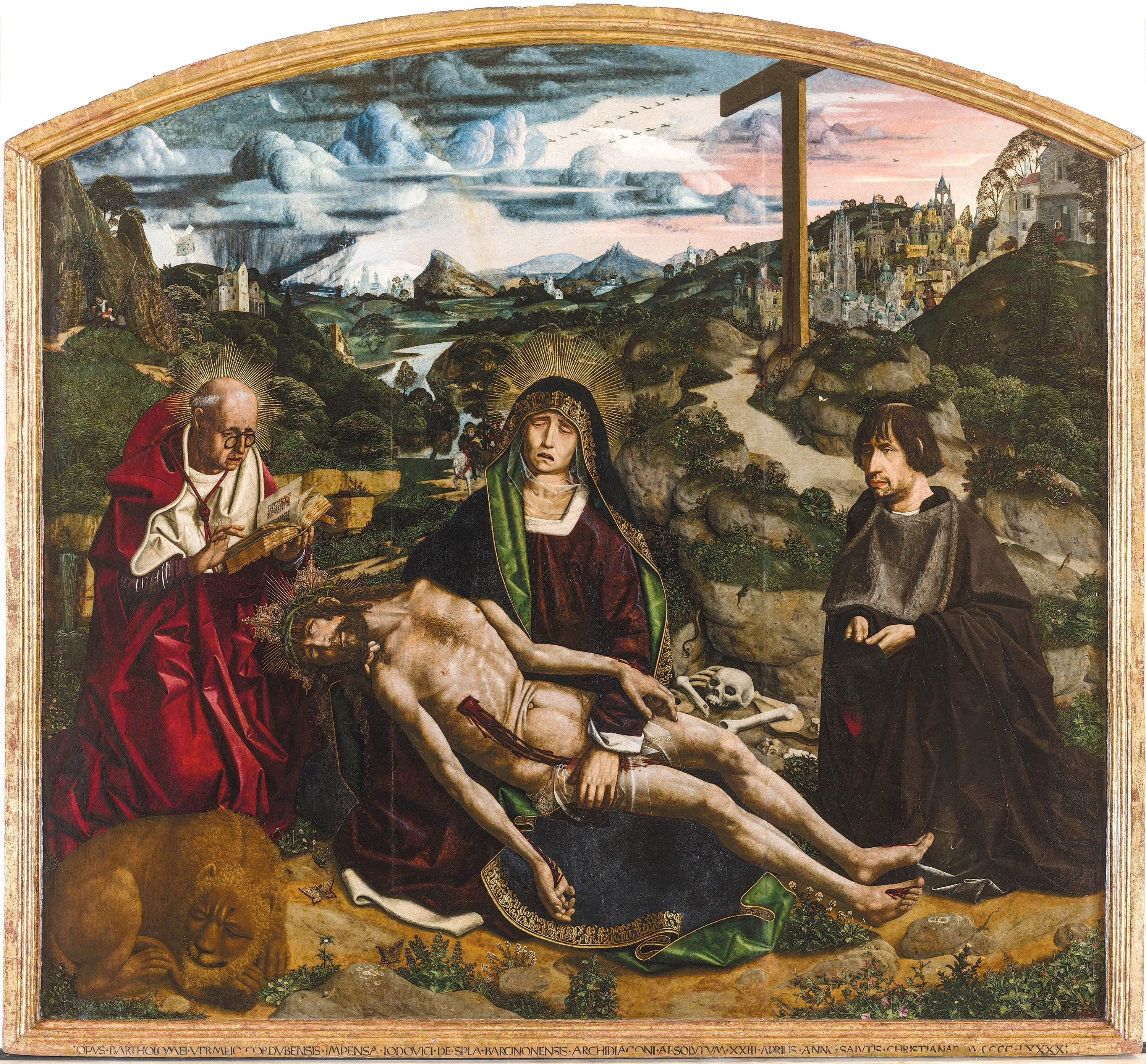
Piedad s Canonem Lluís Desplà, 1490
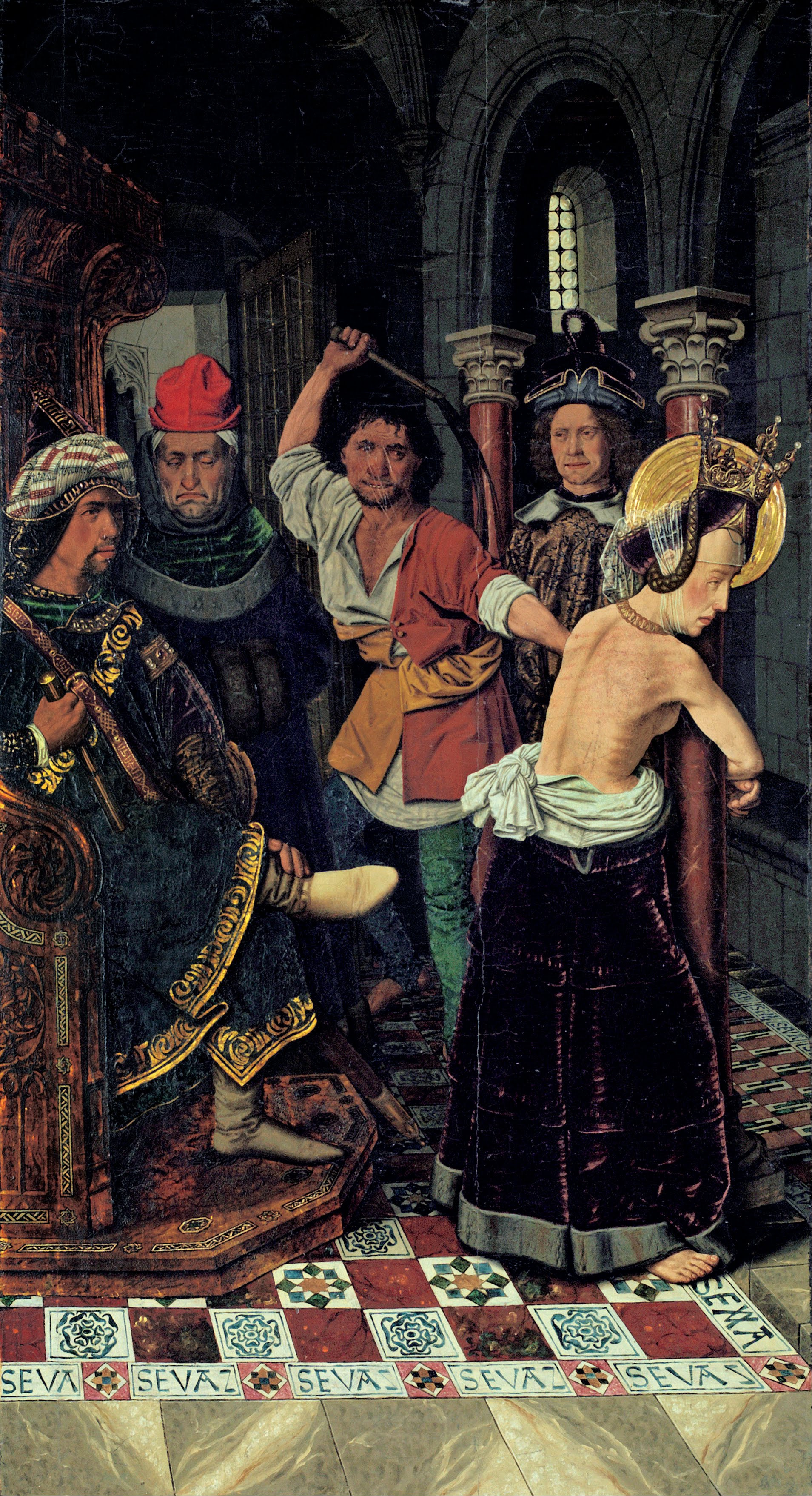
Bičování svaté Engrácie, (1474–1478)
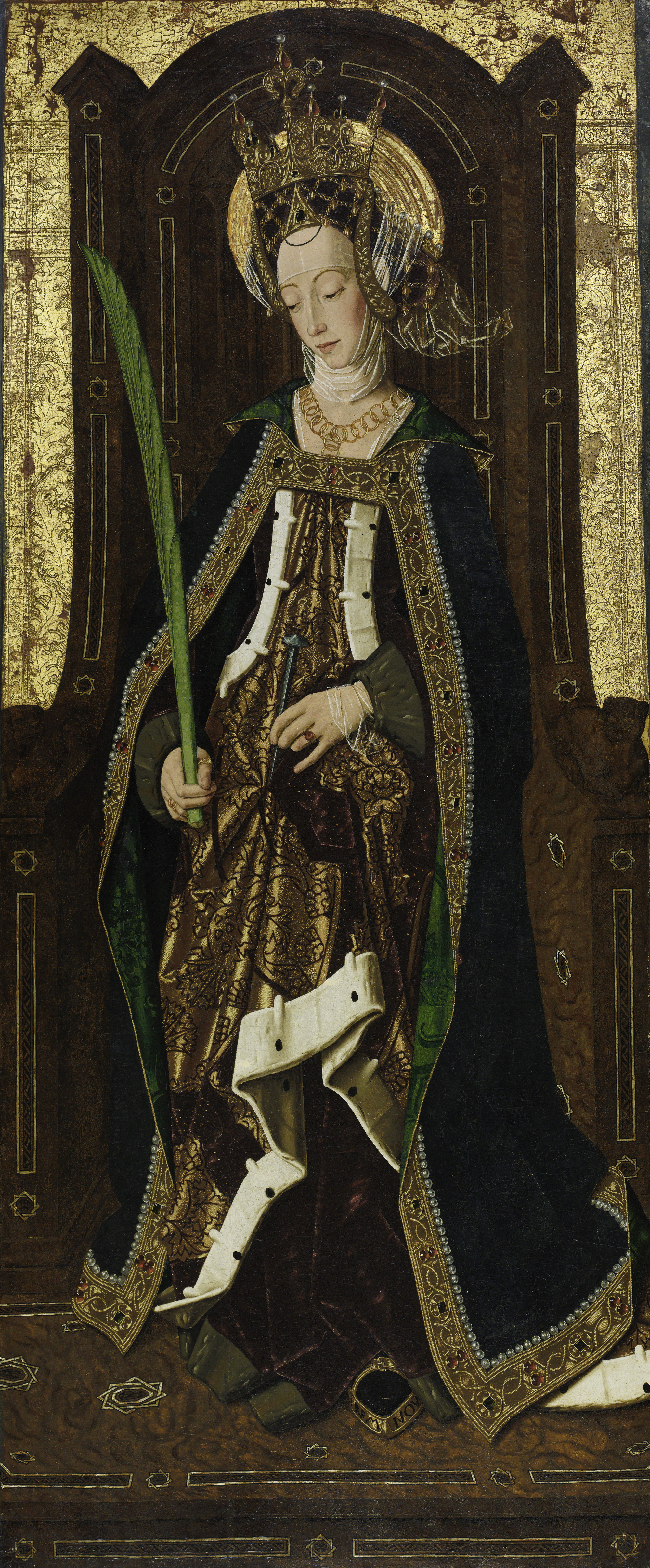
Svatá Engrácie, 1474
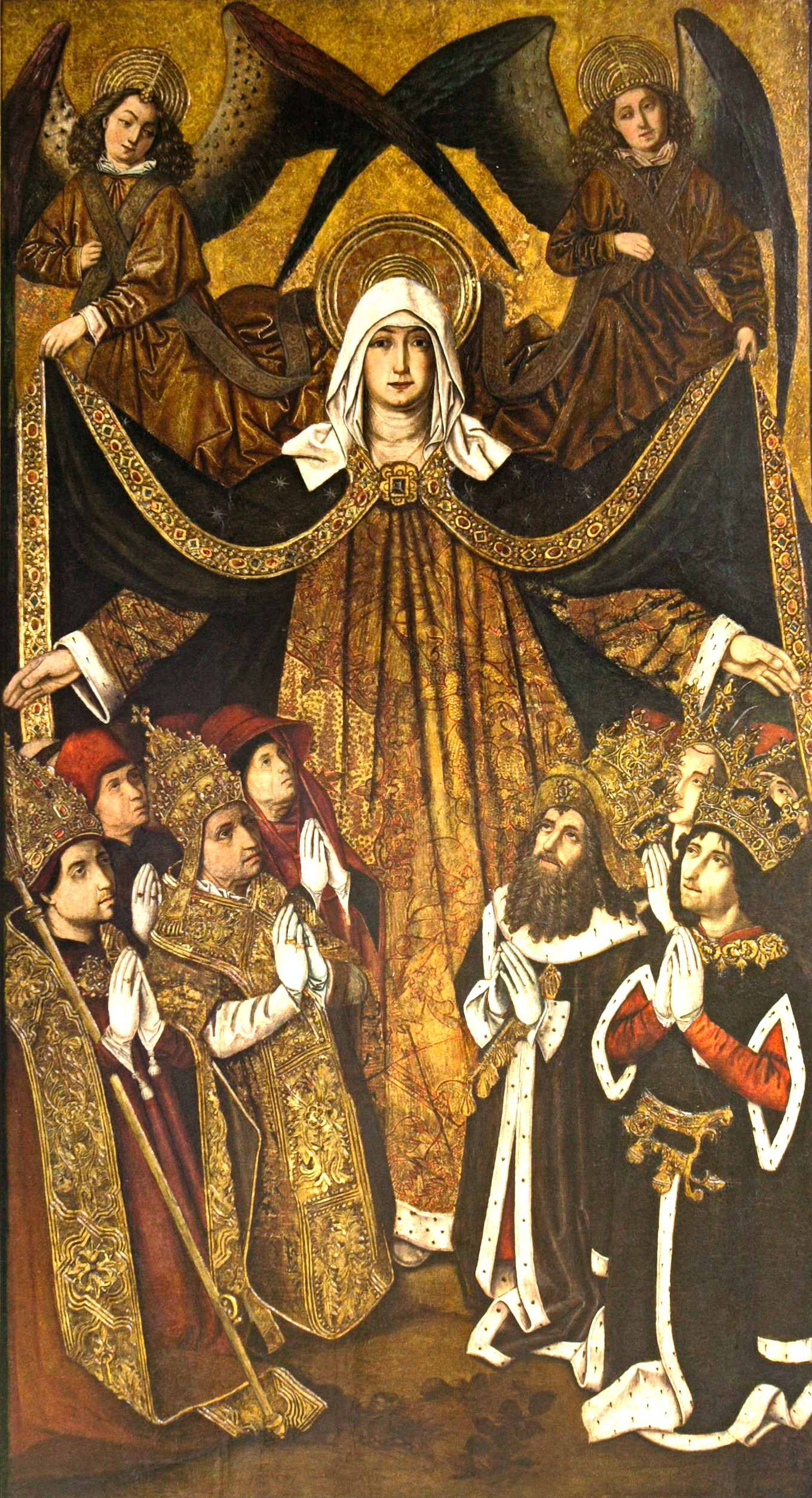
Panna Maria Milosrdná